# Villarrasa
Villarrasa è un comune spagnolo di 2 085 abitanti situato nella comunità autonoma dell'Andalusia.